# Los singles 1985 – 2005
Los Singles 1985-2005 es el último recopilatorio, la música es un intento de volver a hacer música con lo mejor; Nassau, Estoy pintando tu sonrisa, La primavera y Te quiero, no están incluidas en Los sencillos 1985-2005, se incluyeron en Los sencillos 1984-1993 en el sello Warner Music (WEA) y DRO East West S.A., en 2006 fue reeditado y se incluye en el CD y DVD; está en la edición especial con 2 temas nuevos que son:Lo noto y No te escaparás.Con el sello de la discográfica Warner Music Spain y DRO Atlantic S.A.
Este álbum recopilatorio, editado en 2006, solo en Estados Unidos, donde se vende del mismo cerca de Medio Millón de copias.

## Lista de canciones
CD:
1. "Devuélveme a mi chica" (Hombres G)
2. "Venezia" (Hombres G)
3. "Dejad que las niñas se acerquen a mí" (Hombres G)
4. "Marta tiene un marcapasos" (La Cagaste... Burt Lancaster)
5. "El ataque de las chicas cocodrilo" (La Cagaste... Burt Lancaster)
6. "Indiana" (La Cagaste... Burt Lancaster)
7. "Visite nuestro bar" (La Cagaste... Burt Lancaster)
8. "Una mujer de bandera" (Estamos locos... ¿o qué?)
9. "Temblando" (Estamos locos... ¿o qué?)
10. "Si no te tengo a ti" (Agitar antes de usar)
11. "Suéltate el pelo" (Agitar antes de usar)
12. "Chico,tienes que cuidarte" (Voy a pasármelo bien)
13. "Voy a pasármelo bien" (Voy a pasármelo bien)
14. "Te necesito" (Voy a pasármelo bien)
15. "Esta es tu vida" (Ésta es tu vida)
16. "Un minuto nada más" (Historia del bikini)
17. "Lo noto" (Peligrosamente juntos)
18. "No te escaparás" (Peligrosamente juntos)
19. "Por qué no ser amigos" (dueto con Dani Martín) (Todo esto es muy extraño)
20. "Qué se yo para ti" (Todo esto es muy extraño)
21. "No lo sé" (Todo esto es muy extraño).

DVD:
1. "Por qué no ser amigos"
2. "Qué soy yo para ti"
3. "No lo sé"
4. "Lo noto"
5. "No te escaparás"
6. "Voy a pasármelo bien"
7. "Chico, tienes que cuidarte"
8. "Rita"
9. "Esta es tu vida"
10. "Una mujer de bandera"
11. "Si no te tengo a ti" (En Directo)
12. "Indiana" (En Directo)
13. "Visite nuestro bar" (En Directo)
14. "Marta tiene un marcapasos" (En Directo)
15. "Venezia" (En Directo)
16. "Devuélveme a mi chica" (Directo)

- Datos: Q5935322